# Warmux
Warmux (ehemals Wormux) ist ein freier, plattformunabhängiger Klon der populären Computerspielreihe Worms. Die meisten Mitglieder des Entwicklerteams sind Franzosen.
Die Entwicklung des Spiels stagniert seit April 2011; Im offiziellen Blog äußerte sich einer der Entwickler pessimistisch bezüglich des Fortbestehen des Projekts.

## Hintergrund

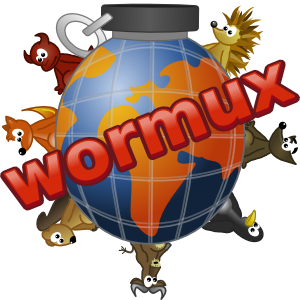
Logo vor der Umbenennung

Warmux orientiert sich an den ersten Teilen der Worms-Reihe, welche noch in einer 2D-Comic-Grafik gestaltet waren, während die letzteren Veröffentlichungen komplett in 3D entwickelt wurden. Spielmechanik als auch Physik- und Grafik-Engine richten sich meist streng nach dem Vorbild. Der Spieler hat jedoch die Wahl zwischen verschiedenen Charakteren, die als Maskottchen aus der Open-Source-Welt bekannt sind (GNU, Linux, FreeBSD, KDE, GIMP, OpenOffice.org, Mozilla Firefox, Mozilla Thunderbird etc.).

## Spielprinzip
Das Spielprinzip wurde exakt vom Original übernommen: Es treten mindestens zwei Mannschaften mit einer wählbaren Zahl an Mitgliedern gegeneinander an. Rundenbasiert ist es nun Aufgabe des Spielers, die gegnerische(n) Mannschaft(en) komplett zu eliminieren. Ihm steht dabei ein umfangreiches Waffenarsenal zur Verfügung. Die Waffen sind größtenteils auf eine Stückzahl limitiert und bei deren Einsatz muss teilweise der Wind berücksichtigt werden um exakt angreifen zu können. Zwischen den Runden werden sporadisch Pakete über dem Spielfeld abgeworfen, welche von den Spielfiguren aufgesammelt werden können und den Vorrat an Waffen, Werkzeugen und Lebensenergie auffüllen bzw. erweitern. Die Waffen sind in ihrer Wirkung den Originalen der Worms-Reihe nachempfunden, wurden jedoch optisch anders gestaltet.
Der Spieler hat die Wahl zwischen dem Einzelspieler- oder dem Mehrspieler-Modus (über LAN und Internet via TCP/IP-Verbindung), ab Version 0.9.0 ist die vormals nur als Cheat verfügbare KI nun offiziell und einfach erreichbar eingebaut.

## Galerie

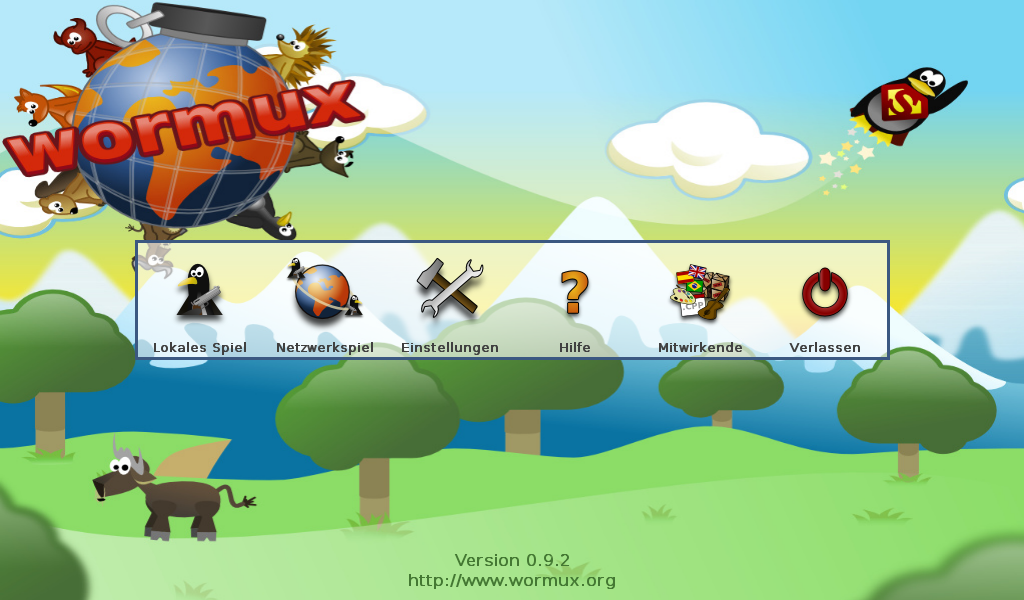
Hauptmenu
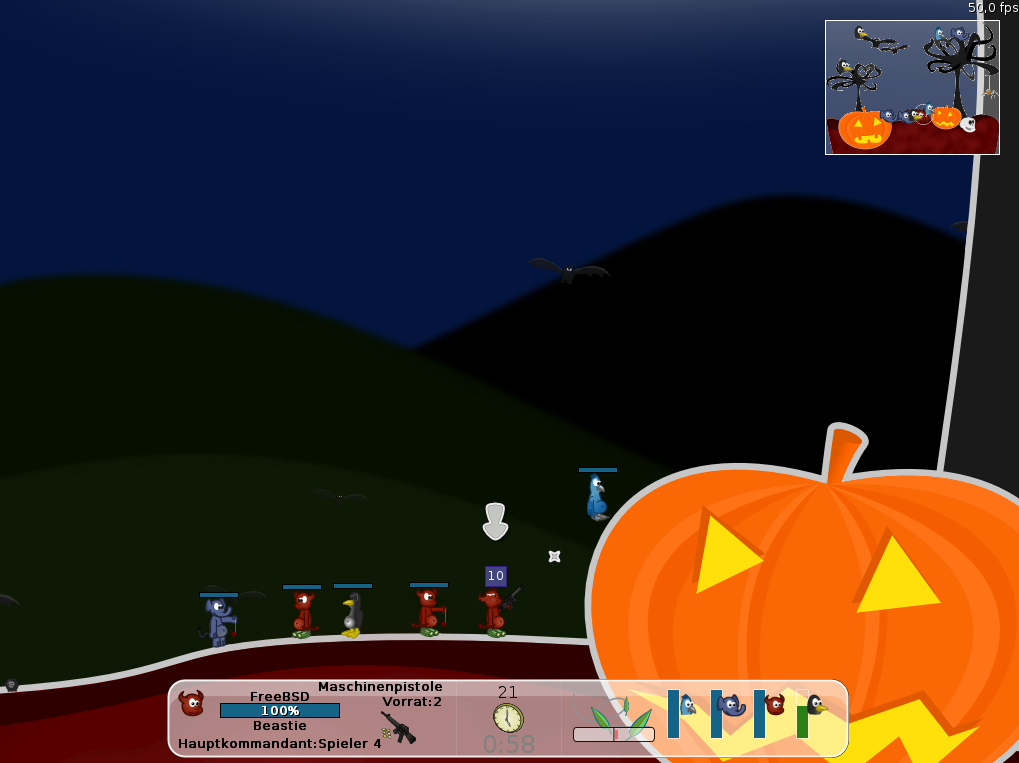
Spielbildschirm
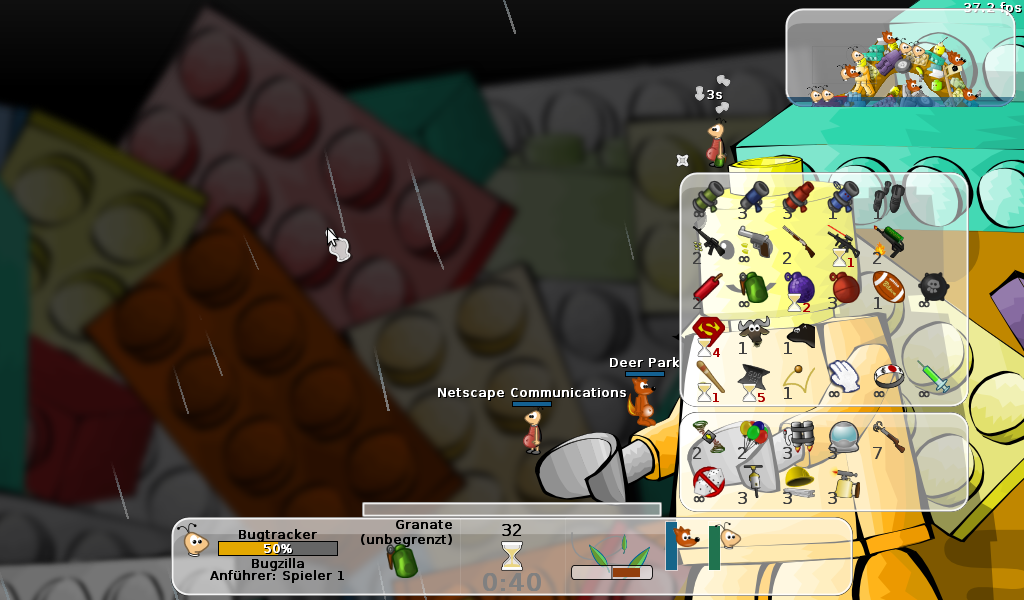
Waffenauswahlmenu
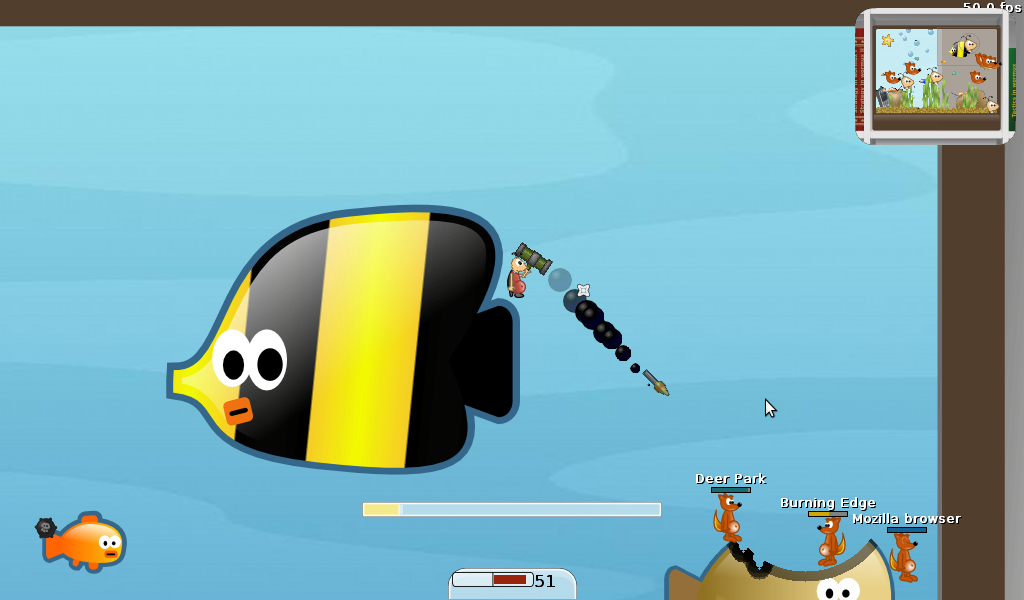
Spiel: Team Bugzilla vs. Team Firefox
- „Divertissement pour flûte“
Menuthema

## Links
- Hedgewars – aktiv gepflegte Open-Source Worms-Implementierung